# Chambre des représentants (Australie)
Pour les autres articles nationaux ou selon les autres juridictions, voir Chambre des représentants.
48e législature
Parliament House
La Chambre des représentants (en anglais : House of Representatives) est la chambre basse du parlement bicaméral du Commonwealth d'Australie, la chambre haute étant le Sénat. Le Parlement comprend également le gouverneur général, représentant protocolaire du monarque, qui ne joue qu'un rôle cérémoniel.
La Chambre des représentants est composée de 151 représentants (Members of Parliament ou MPs) élue au suffrage universel direct au vote alernatif, représentant chacun une circonscription. Le mandat de la Chambre est de trois ans maximum, mais elle est généralement dissoute avant la convocation des prochaines élections, sur proclamation du gouverneur général à la demande du Premier ministre. Ce dernier peut également choisir de demander la dissolution de la Chambre et du Sénat ensemble.
Les membres du gouvernement australien doivent obligatoirement être membres du Parlement et sont responsables devant la Chambre.
Depuis le 26 juillet 2022, le président (Speaker) de la Chambre des représentants est Milton Dick, membre du Parti travailliste.

## Fonctionnement
La Chambre possède actuellement 150 sièges correspondant chacun à une division géographique du pays appelée Commonwealth Electoral Division. Les redécoupages électoraux sont fréquents et cherchent à ce que chaque circonscription comprenne environ 85 000 électeurs. Le système de vote lors des élections pour la Chambre est le vote alternatif connu localement sous le nom de « système préférentiel ». Les représentants siègent dans la capitale fédérale, Canberra.
La Constitution australienne donne des pouvoirs équivalents à chacune des deux chambres puisque toute loi doit être approuvée par les deux chambres. Néanmoins, il est de tradition que le gouverneur général, représentant du monarque australien, demande au chef de la majorité à la Chambre des représentants de former le gouvernement.
Les représentants votent strictement dans le respect de la ligne de leur parti et puisque le gouvernement est nécessairement majoritaire à la Chambre, les lois passent sans difficulté. L'opposition parlementaire ne peut véritablement menacer l'adoption d'une loi qu'au Sénat où le gouvernement a rarement la majorité. Les lois de financement ne peuvent être introduite ou modifiées que par la chambre basse. À la Chambre, l'opposition ne peut donc se livrer qu'à des attaques verbales, soit par des questions mettant en cause la portée, l'efficacité ou la justesse d'une loi, soit en proposant des amendements. Le système des commissions est encore en développement à la Chambre alors que le Sénat s'est depuis longtemps doté de cet outil permettant de diviser le travail parlementaire.
Prenant modèle sur la Chambre des communes du Royaume-Uni, la Chambre est drapée de vert mais pour mettre en avant l'« australiannité » de la Chambre, ce vert cherche à se rapprocher de celui des eucalyptus qui croissent dans la région.

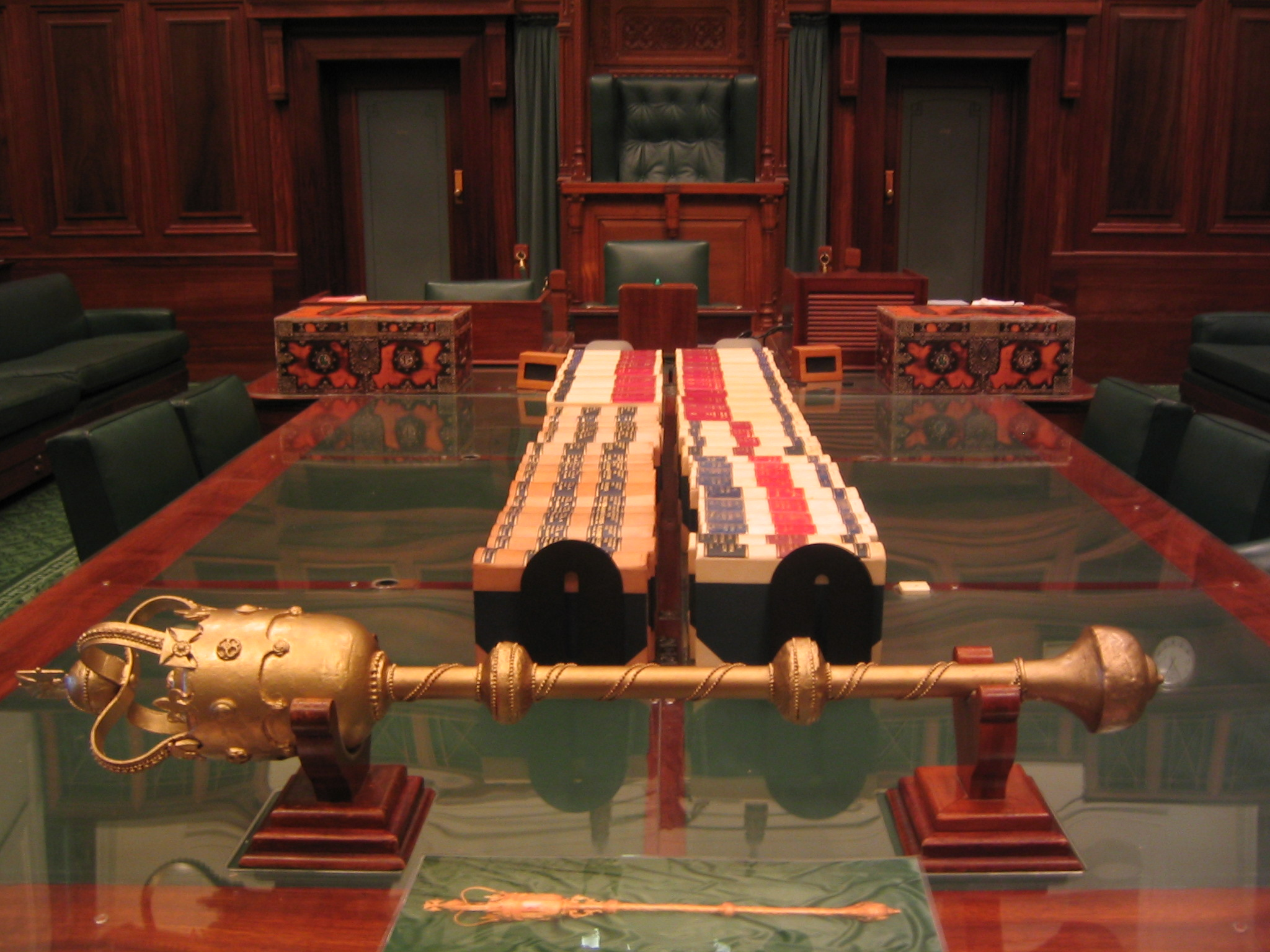
La masse cérémonielle d'Australie symbolise l'autorité de la Couronne dans le processus législatif.

Le pouvoir du monarque est incarné par la masse de la Chambre des représentants d'Australie, qui porte une couronne à son sommet. La masse actuelle est offerte à l'Australie par la Chambre des communes britannique en 1951, à la demande du roi George VI, afin de célébrer le cinquantième anniversaire de la fédération de l'Australie. De 1901 à 1951, la Chambre utilise une masse empruntée à l'Assemblée législative de Victoria. La Chambre des représentants ne peut pas siéger sans la présence de la masse, symbole de l'autorité royale.

## Système électoral
La Chambre des représentants se compose de 150 sièges pourvus pour trois ans au vote à second tour instantané dans autant de circonscriptions électorales uninominales. Ce type de vote y est utilisé sous sa forme intégrale : les électeurs classent l'intégralité des candidats de leur circonscription par ordre de préférences en écrivant un chiffre à côté de chacun de leurs noms sur le bulletin de vote, 1 étant la première préférence. Au moment du dépouillement, les premières préférences sont d'abord comptées puis, si aucun candidat n'a réuni plus de la moitié des suffrages dans la circonscription, le candidat arrivé dernier est éliminé et ses secondes préférences attribuées aux candidats restants. L'opération est renouvelée jusqu'à ce qu'un candidat atteigne la majorité absolue. Les bulletins de vote doivent obligatoirement comporter un classement de l'ensemble des candidats. À défaut, ils sont considérés comme nuls. La loi électorale permet cependant de considérer valables les bulletins sur lesquels une seule case a été laissée non cochée.
Dans la pratique, des volontaires des partis politiques se tiennent à l'entrée des bureaux de vote le jour des élections et proposent aux électeurs des cartes « Comment voter » qui indiquent comment chaque parti préconise d'ordonner les candidats.

## Composition

### Composition actuelle
| Parti politique | Parti politique                            | Représentants | Affiliation nationale |
| --------------- | ------------------------------------------ | ------------- | --------------------- |
|                 | Parti travailliste                         | 94            |                       |
|                 | Parti libéral d'Australie                  | 18            | Coalition             |
|                 | Parti libéral national du Queensland (LNP) | 16            | Coalition             |
|                 | Parti national d'Australie                 | 9             | Coalition             |
|                 | Verts australiens                          | 1             |                       |
|                 | Parti australien de Katter                 | 1             |                       |
|                 | Alliance du centre                         | 1             |                       |
|                 | Indépendants                               | 10            |                       |

### Compositions antérieures

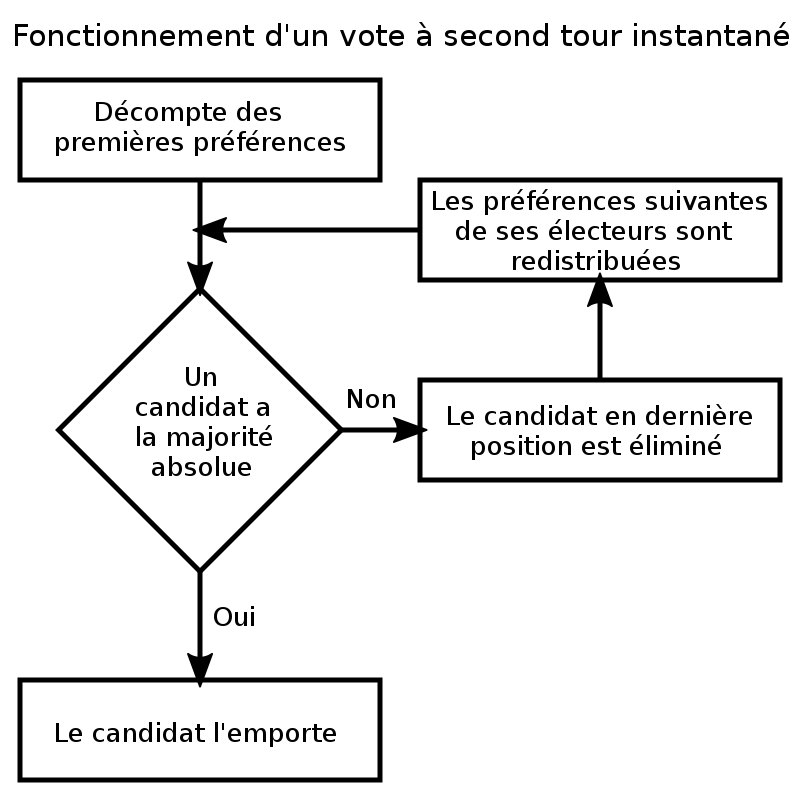
Fonctionnement d'un vote à second tour instantané

Exemple de bulletin de vote utilisé à la chambre

| Sièges | Sièges       | Sièges  | Sièges   | Sièges | Sièges |
| ------ | ------------ | ------- | -------- | ------ | ------ |
| Année  | Travailliste | Libéral | National | Autres | Total  |
| 1946   | 43           | 15      | 11       | 5      | 74     |
| 1949   | 47           | 55      | 19       |        | 121    |
| 1951   | 52           | 52      | 17       |        | 121    |
| 1954   | 57           | 47      | 17       |        | 121    |
| 1955   | 47           | 57      | 18       |        | 122    |
| 1958   | 45           | 58      | 19       |        | 122    |
| 1961   | 60           | 45      | 17       |        | 122    |
| 1963   | 50           | 52      | 20       |        | 122    |
| 1966   | 41           | 61      | 21       |        | 124    |
| 1969   | 59           | 46      | 20       |        | 125    |
| 1972   | 67           | 38      | 20       |        | 125    |
| 1974   | 66           | 40      | 21       |        | 127    |
| 1975   | 36           | 68      | 23       |        | 127    |
| 1977   | 38           | 67      | 19       |        | 124    |
| 1980   | 51           | 54      | 20       |        | 125    |
| 1983   | 75           | 33      | 17       |        | 125    |
| 1984   | 82           | 45      | 21       |        | 148    |
| 1987   | 86           | 43      | 19       |        | 148    |
| 1990   | 78           | 55      | 14       | 1      | 148    |
| 1993   | 80           | 49      | 16       | 2      | 147    |
| 1996   | 49           | 75      | 19       | 5      | 148    |
| 1998   | 67           | 64      | 16       | 1      | 148    |
| 2001   | 65           | 69      | 13       | 3      | 150    |
| 2004   | 60           | 75      | 12       | 3      | 150    |
| 2007   | 83           | 54      | 10       | 2      | 150    |
| 2010   | 72           | 61      | 12       | 5      | 150    |
| 2013   | 55           | 58      | 9        | 28     | 150    |
| 2016   | 69           | 45      | 10       | 26     | 150    |
| 2019   | 67           | 45      | 10       | 29     | 151    |
| 2022   | 77           | 27      | 10       | 37     | 151    |
| 2025   | 94           | 18      | 9        | 29     | 150    |

## Présidence
Depuis 2022 le président de la Chambre est Milton Dick, membre du Parti travailliste.